# Coccoloba padifolia
Coccoloba padifolia är en slideväxtart som beskrevs av Henry Hurd Rusby. Coccoloba padifolia ingår i släktet Coccoloba och familjen slideväxter. Inga underarter finns listade i Catalogue of Life.